# Gabriel Dadzibogowicz Kierło
Gabriel Dadzibogowicz Kierło herbu własnego – marszałek starodubowski w latach 1638–1679, dworzanin pokojowy Jego Królewskiej Mości.
W 1674 roku był elektorem Jana III Sobieskiego z powiatu starodubowskiego.